# Cristina Riba i Roig
Cristina Riba i Roig (Manresa, 19 d'agost de 1980) és una periodista i presentadora de televisió catalana.

## Trajectòria
Es llicencià en periodisme per la Universitat Autònoma de Barcelona. Encetà l'activitat professional a Ràdio Gràcia i entre els mesos de juliol i agost de 2002 al programa Volta i volta de RAC1. Després, en aquesta mateixa emissora, va ser productora del programa Problemes domèstics entre setembre de 2002 i juliol de 2003. També va ser productora i guionista del magazín del cap de setmana Això no és vida el juliol i agost de 2003. El setembre de 2003 es traslladà a la Ciutat de Nova York, on va residir fins al mes de març de 2004 i va ser corresponsal del programa, també emès per RAC1, L'hora del pati. Fitxà com a redactora per als serveis informatius de Televisió de Catalunya (TVC) fins a l'abril de 2007. Tornà a Nova York el mes de maig de 2007 on va ser redactora i reportera de NY1 Noticias. Igualment, va col·laborar a les planes del rotatiu El diario de Ciutat de Nova York. Des d'allà, també va ser reportera del programa Celebrities, emès per La Sexta.
El juny de 2008 va retornar a Catalunya i es va incorporar com a redactora –i, més endavant, com a presentadora– al Canal 3/24, al TN Comarques i als serveis informatius de TVC, on es va ocupar momentàniament de la informació del trànsit. També va ser conductora del sorteig de La Grossa de Sant Jordi –la loteria catalana– l'any 2017. Durant els mesos de juny i l'agost de 2017 va presentar el TN migdia i, a partir del setembre d'aquell any, presenta, juntament amb Ramon Pellicer, el TN cap de setmana.